# Calcinose

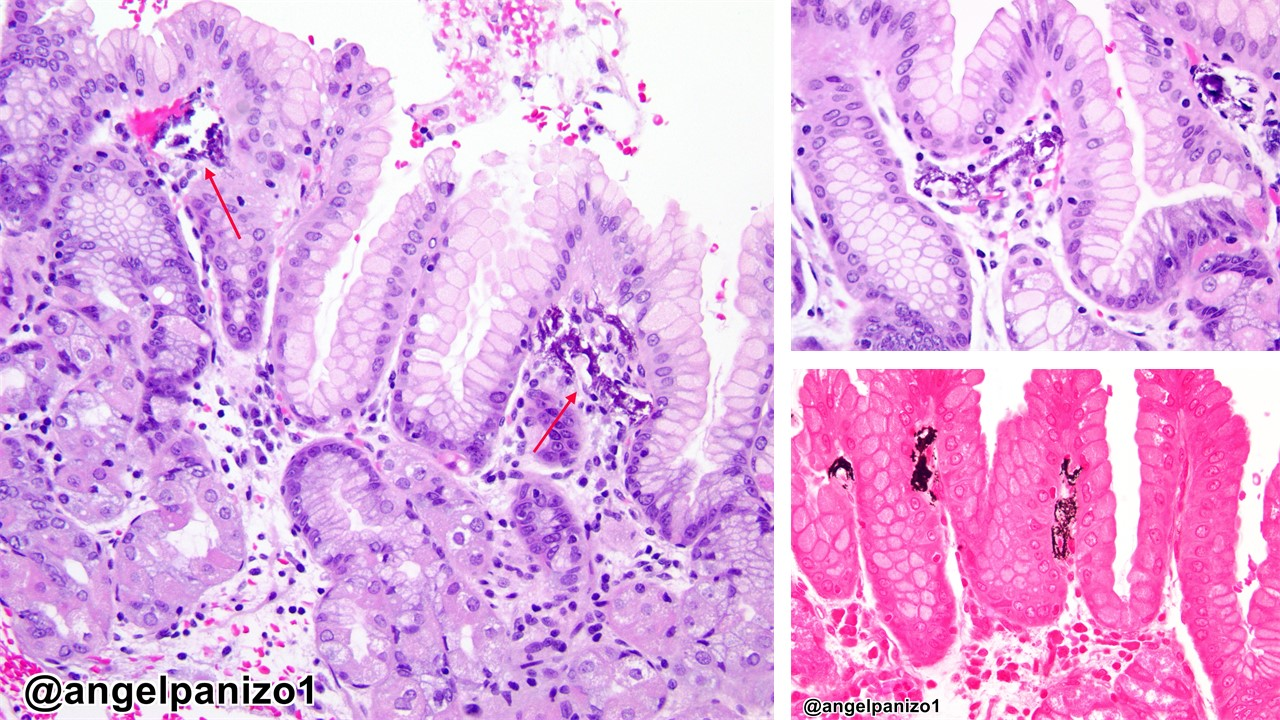
Calcinose de la muqueuse gastrique (présence d'un matériau bleu-violet, principalement dans et autour des petits vaisseaux sanguins et des capillaires de la lamina propria).

La calcinose est due à la formation anormale de dépôts calcaires dans les tissus mous et entourés d'une réaction inflammatoire. La calcinose la plus courante est la calcinose sous-cutanée (en).